# Імад Хаміс
Імад Хаміс (араб. عماد خميس; нар. 1 серпня 1961, Дамаск, ОАР) — сирійський політичний і державний діяч. Прем'єр-міністр Сирії з 3 липня 2016 по 11 червня 2020 року.

## Життєпис

### Ранні роки
Народився поблизу Дамаска 1 серпня 1961 року. Отримав вчений ступінь у галузі електротехніки в Університеті Дамаска 1981 року.

### Кар'єра
- 1987—2005 — генеральний директор General of the General Company for Electricity в провінції Дамаск.
- 2005—2008 — генеральним директор громадської корпорації з розподілу та інвестиційної влади.
- 2011 — 22 червня 2016 — міністр електроенергетики Сирії.
- 3 липня 2016 — 11 червня 2020 — прем'єр-міністр Сирії[3].

## Особисте життя
Одружений, виховує трьох дітей.